# Bevis (matematik)
 For alternative betydninger, se Bevis. (Se også artikler, som begynder med Bevis)
 Der er for få eller ingen kildehenvisninger i denne artikel, hvilket er et problem. Du kan hjælpe ved at angive troværdige kilder til de påstande, som fremføres i artiklen.

Et matematisk bevis er en udledning af en formel, sætning eller et udtryk. Men et bevis kan også bestå i at vise, at et udsagn/udtryk er korrekt, ved hjælp af logik og matematik. Det at fremstille beviser har altid været af stor interesse i den teoretiske matematik.

## Bevistyper
Der findes forskellige måder at bevise en sætning på:
- Induktion: Man beviser at sætningen er sand i ét bestemt tilfælde, og derefter bevises at de efterfølgende tilfælde også er sande.
- Direkte bevis : Man beviser en implikation ({\displaystyle A\Rightarrow B}) ved at antage at hypotesen A er sand og derefter vise at konklusionen B er sand.
- Indirekte bevis
  - Kontraposition : Man beviser en implikation ({\displaystyle A\Rightarrow B}) ved at antage at konklusionen B er falsk og derefter vise at hypotesen må være falsk.
  - Modstrid: Man antager at det modsatte er sandt og beviser, at det ikke passer ved at finde en modstrid.
- Det første bevis, der gjorde brug af computere, er beviset for firfarveproblemet.[1][2]

## Største gåde
Den hidtil største gåde hvad angår at fremstille matematiske beviser var Fermats sidste sætning. Det skulle tage matematikere fra hele verden i alt 350 år at bevise sætningen. Andrew Wiles fremkom med beviset efter at have arbejdet på det isoleret i 7 år.

## Liste over beviser

### Reelle tal
- Bevis for at 0,999...=1

### Koordinatsystem
- Andengradsligning
- Afstandsformlen (Afstand mellem 2 punkter)
- Afstand mellem punkt og linje
- Afstand mellem 2 punkter (3-dimensionelt)
- Afstand mellem punkt og plan
- Forhold mellem ortogonale linjer
- Det analytiske prikprodukt
- Koodinater for Vektors projektion på anden vektor
- Længde af vektor projektion på en anden vektor
- Bestemmelse af a, ved to givne punkter i en potensudvikling
- Bestemmelse af fordoblings- og halveringskonstanten i en eksponentialfunktion

### Differential-regneregler
- Differentialkvotienten af en sum
- Differentialkvotienten af en differens
- Differentialkvotienten af et produkt
- Differentialkvotienten af en brøk
- Differentialkvotienten af logaritmer
- Differentialkvotienten af potenser
- Differentialkvotienten af trigonometiske funktioner

### Geometri
- Den pythagoræiske læresætning